# Powiat czortkowski (Galicja)
Powiat czortkowski – dawny powiat kraju koronnego Królestwo Galicji i Lodomerii, istniejący w latach 1867–1918.
Siedzibą c.k. starostwa był Czortków. Powierzchnia powiatu w 1879 roku wynosiła 6,0251 mil kw. (346,68 km²), a ludność 49 410 osób. Powiat liczył 44 osady, zorganizowanych w 43 gminy katastralne.
Na terenie powiatu m.in. w 1873 działały 4 c. k. sądy powiatowe (oprócz Czortkowa jeszcze w Budzanowie, Jazłowcu, Kopyczyńcach) w okręgu c. k. sądu obwodowego w Tarnopolu, przez pewien czas działał 1 sąd powiatowy – w Czortkowie.

## Urzędnicy powiatowi

### Starostowie
- Peter Wiesner (m.in. w 1865[2], 1866[3])
- Filip Zaleski (m.in. w 1867[4], 1868[5], 1869[6])
- Sylwester Thulie (m.in. w 1870[7], 1871[8], 1872[9], w 1870 przydzielony do komisji wykupu ciężarów gruntowych)
- Hermann Loebl (m.in. w 1872[10])
- Albin Strzemię-Stroynowski (m.in. w 1874[11], 1879, 1880[12], 1881[13]), honorowy obywatel Gródka
- Juliusz Niewiadomski (m.in. w 1883[14], 1884[15], 1885[16], 1886[17], 1888[18], 1889[19], 1890, 1892[20]), honorowy obywatel Czortkowa (2 grudnia 1885)[21]
- Antoni Wybranowski-Poraj (Antoni Wybranowski-Poray), m.in. w 1896[22], 1897[23], 1898[24], 1899[25], 1900[26], 1901[27], 1902; honorowy obywatel miasta Jagielnicy[28]; sekretarz Namiestnictwa[29]
- Stanisław Bodnar (m.in. w 1904[30], 1908[31], 1909[32]); honorowy obywatel Czortkowa (1909)[33], Radca Dworu[34]
- Tadeusz Piątkiewicz (m.in. w 1912[35], 1913[36], 1914[37])
- Zygmunt Gronziewicz, zapewne w latach 1918–1919[38]
- Vacat (1862[39], 1863[40], 1864[41], 1873[42], 1882[43], 1894[44], 1895[29], 1903[45], 1910[46], 1911[47])

### Kierownicy
- Peter Wiesner (m.in. w 1863[40], 1864[41])
- Antoni Wybranowski-Poraj (m.in. w 1894[44])
- Tadeusz Makarewicz (m.in. w 1910[46], 1911[47])

### Zastępcy starosty
- Hermann Loebl (1870[7], 1871[8])
- Albin Strzemię-Stroynowski (1873[42])
- Edmund Nawrocki[48] (m.in. w latach 1882, 1883[14])

### Starsi komisarze rządowi
- Michał Zawadzki (m.in. w 1908[31])
- Tadeusz Makarewicz (m.in. w 1910[46])

### Komisarze rządowi
- Hermann Loebl (m.in. w 1870[7], 1871[8])
- Leon Kopczyński (m.in. w 1870[7], 1871[8])
- Józef Soniewiecki (m.in. w 1871[8])
- Emil Glenicki (1879)
- Marian Bandrowski-Nowosielce (1880)[12]
- Edmund Nawrocki (m.in. w 1882, 1883[14], 1884[15])
- Stanisław Linde (m.in. w 1883[14], 1884[15], 1885[16], 1886[17], 1888[18])
- Eugeniusz Dultz (Dültz) (1890, 1892[20])
- Antoni Wybranowski-Poraj (m.in. w 1894[44])
- Michał Zawadzki (1901[27], 1904[30], 1908 (starszy)[31])
- Michał Wierzchowski (1908)[31]
- Zygmunt Gronziewicz, Stanisław Siedlecki (1911[47])
- Ludwik Osuchowski (m.in. w 1912)[49]

### Sekretarze Namieśnictwa
- Zygmunt Gronziewicz (1913[36])

### Koncepiści Namieśnictwa
- Stanisław Chołoniewski (1901[27])
- Saturnin Mravinesies (1909[32])

### Adjunkci
- Wincenty Łukowski (m.in. 1883[14], 1884[15], 1885[16], 1888[18], 1889[19], 1892[20])

### Lekarze
- Karol Wągrowski, dr med. (m.in. 1883[14], 1884[15], 1885[16], 1888[18], 1889[19], 1892[20], 1904[30])
- Adam Bernard Grudziewski, dr med. (m.in. w 1913[36], 1914[37])

### Weterynarze
- Stanisław Wagner (1908[31], 1909[32], 1910[46], 1911[47], 1912[35], 1913[36], 1914[37])

### Sekretarze
- Edward Kolmer (m.in. 1883[14], 1884[15], 1885[16], 1888[18], 1889[19], 1892[20])

### Sędziowie powiatowi w Czortkowie
- Władysław Kawecki (1867[50])

### Oddział podatkowy

#### Inspektorzy podatkowi
- Emilian Czapliński (1888[18], 1889[19])

#### Urząd podatkowy
Poborcy
- Karol Fuchs (1884[15])

Kontrolerzy
- Hipolit Wagner (1888[18], 1889[19])

Adjunkci
- Kornyło Macełynski (wzgl. Kornel Macieliński, m.in. w 1884[15], 1885[16], 1889[19])
- Josyf (wzgl. Józef) Siokało (1884[15])
- Leopold Podfilipski (1884[15], 1885[16])

## Rada powiatowa w Czortkowie

### Prezesi Wydziałów
- Walerian Podlewski (m.in. w 1870[51])
- Mikołaj Wolański (m.in. w 1871[52], 1873[53], 1874[54])
- Józef Wernicki, dr (m.in. w 1875[55], 1877[56])
- Włodzimierz Cielecki (m.in. w 1879[57], 1880[58], 1881[59])
- Jan Gnoiński, dr (m.in. w 1882[60], 1883[61], 1884[62], 1885[63], 1886[64], 1887[65], 1888[66], 1889[67], 1890[68])
- Stanisław Rudrof (m.in. w 1891[69], 1892[70], 1893[71], 1897[72], 1901[73], 1908[74], 1911[75], 1912[76], 1913[77], 1914[78])

### Zastępcy prezesów Wydziału
- Franciszek Rudrof (m.in. w 1870[51])
- Stanisław Fiszer (1871[52])
- Konstanty Kopertyński, ks. (1873[53], 1874[54])
- Antoni Czaczkowski, dr (m.in. w 1875[55], 1877[56], 1879[57], 1881[59])
- Leon Czekoński (1882[60], 1883[61], 1884[62])
- Aleksander Ruszczyński (1885[63], 1886[64])
- Stanisław Rudrof (m.in. w 1887[65], 1888[66], 1889[67], 1890[68])
- Alfred Doschot (m.in. w 1891[69], 1892[70], 1893[71], 1897[72], 1901[73], 1908[74], 1911[75])
- 1914 – posada opróżniona[78]

### Członkowie Wydziału
- 1870 – Franciszek Borysiekiewicz, Leon Czekoński, Józef Mysłowski, Władysław Ochocki, Mikołaj Wolański[51]
- 1871[52], 1873 – Franciszek Borysiekiewicz, Wiktor Ciemirski, Leon Czekoński, Leopold Knot, Aleksander Ruszczyński[53]
- 1875 – Bruno Boloboński, Leon Czekoński, Jan Gnoiński, Pawło Mymochod, Aleksander Ruszczyński[55]
- 1879 – ks. Antoni Jasiński, Stanisław Rudrof, Aleksander Ruszczyński, Wawrzyniec Samborski[57]
- 1880[58], 1881 – ks. Antoni Jasiński, Ignacy Potocki, Stanisław Rudrof, Aleksander Ruszczyński, Fed Sorobej (wójt)[59]
- 1884 – Józef Mysłowski, Piotr Plattner, Stanisław Rudrof, Aleksander Ruszczyński[62]
- 1885 – Kornel Horodyski, Józef Krokowski, Piotr Plattner, ks. Piotr Sanojca, Piotr Tylny[63]
- 1886 – Roman Adamski, Kornel Horodyski, Józef Krokowski, Piotr Plattner, Piotr Tylny[64]
- 1888[66], 1889[67], 1890 – Stefan Komornicki, Kornel Horodyski, Józef Krokowski, Piotr Plattner, Piotr Tylny[68]
- Ludwik Noss (m.in. w 1891[69], 1892[70], 1908[74])
- 1901 – Józef Krokowski, Franciszek Mysłowski, ks. Iwan Mychałewycz, Karol Podlewski, Andrij Marczak[73]
- 1908 – Franciszek Borysiekiewicz, dr Stanisław Krokowski (adw.), Franciszek Mysłowski, Ludwik Noss, Karol Podlewski, Andrij Marczak[74]
- 1910–1911 – Franciszek Borysiekiewicz, Stanisław Krokowski, Franciszek Mysłowski, Ludwik Noss, jedne miejsce opróżnione[75]
- 1912[76], 1913 – Stanisław Wyhowski, Stanisław Krokowski, Franciszek Mysłowski, Ludwik Noss, jedne miejsce opróżnione[77]
- 1914 – Stanisław Wyhowski, Stanisław Krokowski, Franciszek Mysłowski, dwa miejsca opróżnione[78]

### Zastępcy członków Wydziału
- Włodzimierz Cielecki, Aleksander Ruszczyński (m.in. w 1870[51])
- Stanisław Nowakowski OP, ks. przeor, Hersch Rosenzweig, Władysław Wróblewski (1875[55])
- Leon Czekoński, Adam Noel, Władysław Ochocki, Hersch Rosenzweig, Iwan Semyrozum (1879[57])
- Alfred D'Oshot (m.in. w 1884)[62]
- Ludwik Noss (m.in. w 1885[63], 1887[65], 1888[66], 1889[67], 1890[68], 1901[73])
- Kuź Babiak (wójt, m.in. w 1890[68])
- Tadeusz Potocki (1897[72])
- 1904 – Teodor Łeśkiw, Dmyter Iwasyszyn, August Kaźmirowski, Ludwik Noss[79]
- 1905–1908 – Józef Krokowski, Jan Kulba, Karol Podlewski, Stanisław Wychowski, Antoni Zawadzki-Ochocki[74]
- 1911 – Jan Kulba, Józef Krokowski, Karol Podlewski, Stanisław Wyhowski, Antoni Zawadzki-Ochocki, jedne miejsce opróżnione[75]
- 1912[76], 1913[77], 1914 – Jan Kulba, Józef Krokowski, Karol Podlewski, Antoni Zawadzki-Ochocki, jedne miejsce opróżnione[78]

### Członkowie
- Ignacy Rosensztok, Mikołaj Sokalski (m.in. w 1870[51]), Mikołaj Wolański (1875[55]), Jan Gnoiński, Stanisław Rudrof (1877[56])
- Wasyl Apostoł (wójt)[59]
- Tadeusz Potocki (1897[72])